# Thomas Cromwell
Thomas Cromwell, 1. hrabě z Essexu (kolem roku 1485 v Putney – 28. července 1540) byl anglický státník a první ministr krále Jindřicha VIII. Jeho reformy významně přispěly k postupnému upevnění anglického (později britského) parlamentarismu.

## Život
Thomas Cromwell byl jediný syn Waltera Cromwella (asi 1463–1510), zvaného Smyth. Pocházel z dobré a zámožné rodiny. Jeho děd náležel k rodu Cromwellů z Nottinghamshire, jehož nejznámější zástupce Ralph Cromwell (1394–1456) byl třetím baronem z Cromwellu.
V mládí Cromwell cestoval dlouhou dobu po Itálii, kde působil jako žoldnéř. Poté vstoupil do služeb kardinála Thomase Wolseye a získal postupně přízeň krále Jindřicha VIII. Po pádu a smrti kardinála Wolseye se stal důvěrníkem krále, který jej ke konci roku 1530 povolal do své tajné rady (Privy Council). Cromwell získal značnou moc nad tehdejší upevňující se anglikánskou církví. V dubnu 1534 král oficiálně potvrdil Cromwella ve funkcích svého vrchního tajemníka a prvního ministra, které již nějakou dobu zastával. V červenci 1536 se stal baronem pod jménem Cromwell z Wimbledonu.
| „                                                           | Ráno zamkni Cromwella do podzemní kobky a když za ním večer přijdeš, bude sedět na sametovém polštáři, krmit se slavičími jazýčky a žalářníci mu budou dlužit. | “ |
| — Thomas More (postava z románu Hilary Mantelové Wolf Hall) | |   |

Cromwell byl vůdcem protestantské strany na dvoře Jindřicha VIII., dle jeho rozkazu byla mnohá z katolických opatství v tehdejší Anglii zrušena a majetek zabaven ve prospěch státu. Mělo to sice za následek zvýšení státního rozpočtu, nicméně těmito činy si Cromwell získal mnoho odpůrců nejen mezi katolickými kněžími, ale i mezi šlechtou a obyčejným lidem. Poté, co si král dal odhlasovat další reformu, která vedla Anglii zpět ke katolicismu, zprostředkoval Cromwell čtvrté, posléze nezdařené manželství krále s německou luteránskou šlechtičnou Annou z Cleve v naději, že tak bude upevněno spojení panovníka s protestanty v Německu. 17. dubna 1540 byl povýšen na hraběte z Essexu a nejvyššího královského komořího (Lord Great Chamberlain). Dodnes nevíme s jistotou, zda Anna Klevská skutečně byla svým vzhledem tak nepříjemná (sám Jindřich VIII. jí nazval šerednou vlámskou kobylou s povislými prsy i břichem) nebo zda se králi neznelíbila svým nechutenstvím k jeho osobě, neboť on sám v té době vážil přes 120 kilo a měl na noze páchnoucí vřed.
Proti Cromwellovi byly však již dlouho namířeny intriky katolíků vedených především 3. vévodou z Norfolku, Thomasem Howardem, strýcem dvou králových manželek, Anny Boleynové a Kateřiny Howardové. Náhlá nevole krále ke svému ministrovi, který zinscenoval Jindřichovo nešťastné manželství s Annou Klevskou, vedla ke Cromwellově politickému pádu, k odebrání všech titulů včetně hraběcího a uvěznění v londýnském Toweru. Proti Cromwellovi bylo vedeno soudní líčení, ve kterém byl obžalován z velezrady, odsouzen k trestu smrti a popraven 28. července 1540. Howardovi stoupenci se však nespokojili jen s jeho popravou, ale hodlali ho i v jeho posledních chvílích ponížit. Zařídili, aby Cromwella popravoval nezkušený kat, který nejenom, že nebyl schopný utnout hlavu na jeden pokus, ale nebyl se sekerou schopný trefit ani na krk, proto popravu musel dokončit ostrahový zřízenec. Nedlouho poté Jindřich VIII. projevil lítost nad tím, že způsobil smrt svého „nejvěrnějšího služebníka“, a své radě až do smrti vyčítal, že ho donutili nechat Cromwella popravit.
Thomas Cromwell je považován za jednoho z největších státníků Anglie. Je hrdinou románů Wolf Hall a Předveďte mrtvé od Hilary Mantelové, která za ně obdržela Bookerovu cenu. Byl prastrýcem pozdějšího lorda protektora Olivera Cromwella po linii své sestry, jejíž potomci převzali jméno svého slavného příbuzného.